# Bleu de Bresse
De Bleu de Bresse ofwel Bresse Bleu is een Franse kaas, een zachte kaas met een blauwschimmel. Het is de kleinste vertegenwoordiger van de familie van blauwschimmelkazen.

De kaas wordt geproduceerd door Bongrain SA.
De bleu de Bresse is een van de weinige blauwschimmelkazen die een witte korst heeft, een ander voorbeeld is Cambozola. De bleu de Bresse wordt sinds 1951 geproduceerd in de melkfabriek in het dorp Servas, in de Bresse, een gebied tussen de Bourgogne en de Jura. Het was het plaatselijke antwoord op de invasie van Italiaanse kazen in die tijd. Het is een zachte blauwschimmel, de smaak is minder pregnant en de kaasmassa is ook zacht. Deze eigenschappen maken het een zeer geliefd kaasje. Daarnaast heeft ook de beslissing destijds om de kaas in meerdere maten te produceren (van 30-500 gram) de markt flink opgeschud: de klant kan altijd de kaas kopen in de hoeveelheid die hij zelf wenst, zonder dat de kaas versneden hoeft te worden.
De melk komt van de boerderijen uit de Bresse. Al voordat de melk gestremd wordt en de wrongel zich vormt, wordt de penicillum roqueforti die voor de blauwe aders moet zorgen toegevoegd. De wrongel wordt vervolgens gesneden en in vormen gedaan. Die laat men uitlekken, en vervolgens wordt de kaas gezouten. Ten slotte wordt de penicillum camemberti, die voor de witte korst moet gaan zorgen, op de kaas gestoven, . Na twee tot vier weken rijpen is de kaas klaar.